# Shirgjan
Shirgjan là một xã trong quận Elbasan thuộc hạt Elbasan, Albania. Dân số năm 2005 là 7879 người.